# Мајкл Дел
Мајкл Сол Дел (рођен 23. фебруара 1965) је амерички бизнисмен, инвеститор, филантроп и аутор. Он је оснивач и извршни директор компаније Дел, једне од највећих светских технолошких компанија. Он је рангиран као 39. најбогатија особа на свету од стране Форбса, са нето вредношћу од 41,3 милијарде долара маја 2019. 
Године 2011, његових 243,35 милиона акција компаније Дел било је вредно 3,5 милијарде долара, што му је дало 12% власништва над компанијом. Његово преостало богатство од око 10 милијарди долара уложено је у друге компаније и њиме управља фирма чије име, МСД Капитал, укључује иницијале Мајкла Дела. Дана 5. јануара 2013. објављено је да је Дел понудио да поново приватизује компанију Дел за 24,4 милијарде долара у највећем менаџерском откупу још од Велике рецесије. Компанија Дел је званично постала приватна 29. октобра 2013. Компанија је поново постала јавна у децембру 2018.